# 尾上兼英
尾上兼英（日语：尾上兼英，1927年4月—2017年5月11日），岡山県津山人，日本的中国史学者、近代文学家。

## 生平
尾上柴舟养子，1952年，毕业于東京大学文学部中国文学科人。1957年后，历任東大文学部助手。1961年，担任北海道大学文学部助教授。1968年東大文学部助教授。1971年，任東大東洋文化研究所教授。1984年，任東文研所長、東大評議員、神奈川大学教授。1999年，退休。

## 著書
- 『魯迅私論』 汲古書院、1988
- 『スタート高校漢文』 大川忠三共著、旺文社、1980
- 『中国の革命と文学 1 魯迅集』 丸山昇共編、平凡社、1971